# أمثامين
أمثامين هو ناهض هيستاميني إنتقائي لمتسقبلات H2. استعمل في الزجاج وفي العضوية لدراسة الإفراز الهضمي، بالإضافة إلى باقي وظائف مستقبلات H2.